# Daniel Chmielewski

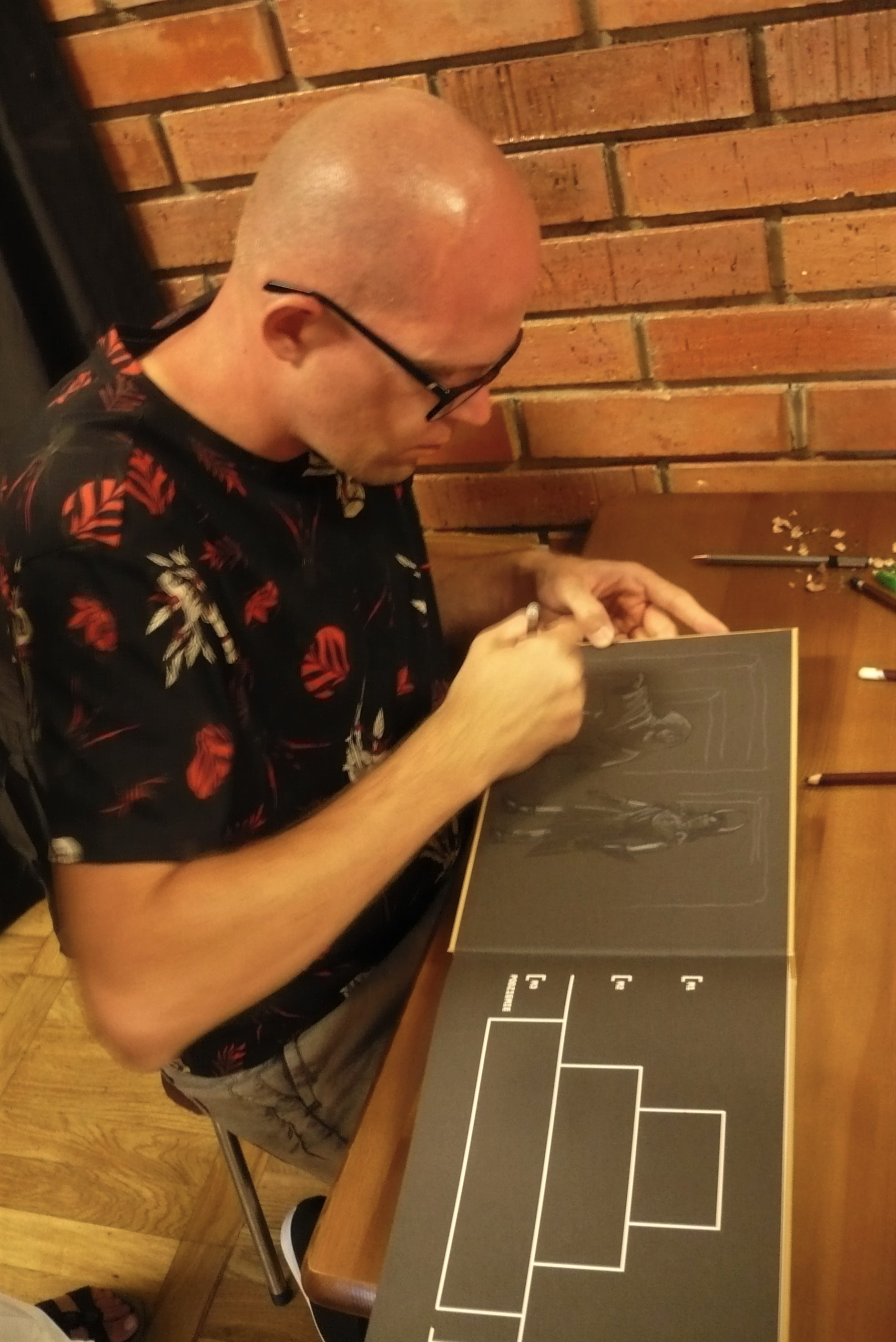
Daniel Chmielewski, Festiwal Góry Literatury, 2018

Daniel Chmielewski (ur. 12 lipca 1983 w Berlinie) – polski autor komiksów i książek dla dzieci, scenarzysta i rysownik.

## Życiorys
Urodził się w Berlinie. Dzieciństwo spędził w Australii. Do Polski przyjechał w roku 1995. W liceum był redaktorem naczelnym pisma OKNO (gdzie publikował m.in. komiksy o Cyniku, postaci występującej w późniejszych albumach).
Ukończył Akademię Sztuk Pięknych w Warszawie na wydziale grafiki.
Zadebiutował w roku 2008 albumem Zostawiając powidok wibrującej czerni w wydawnictwie timof i cisi wspólnicy.
W latach 2009–2010 związany był z wydawnictwem timof i cisi wspólnicy (liternictwo m. in w albumach Prosto z piekła, Mały Świat Golema i Łajka) i z redagowanym przez Dominika Szcześniaka kwartalnikiem Ziniol (jako redaktor graficzny numerów 3-7).
Wraz z Łukaszem Mazurem jest autorem logo Festiwalu Komiksowa Warszawa.
W 2019 wraz z Czesławem Mozilem, Matyldą Damięcką, Maciejem Nawrockim i Jakubem Snochowskim brał udział w wyreżyserowanym przez Beatę Jewiarz spektaklu Impro na 4 w ramach Międzynarodowego Festiwalu Teatralnego Karuzela w łódzkim Teatrze Pinokio.
W latach 2019–2023 brał udział w zorganizowanym przez Słoweński Instytut Teatralny wraz z partnerami z Polski (Instytut Teatralny im. Z. Raszewskiego) i Słowacji (Instytut Teatralny w Bratysławie) projekcie Klasyka w powieści graficznej. W jej ramach stworzono komiksowe adaptacje trzech sztuk: Antygony Sofoklesa (Daniel Chmielewski), Romea i Julii Williama Shakespeare’a (Juraj Martiška) i Króla Ubu Alfreda Jarry'ego (Ciril Horjak).

## Publikacje

### Książki
- Wszyscy gracze są głupcami - 20 felietonów o popkulturze (redaktor: Mikołaj Dusiński, ilustracje: Daniel Chmielewski), cdp.pl, 2015
- Przygotowywanie psychologiczne, Narodowy Model Gry PZPN (autorzy: Paweł Habrat, Łukasz Smolarow, Piotr Stokowiec, ilustracje: Daniel Chmielewski), Polski Związek Piłki Nożnej, 2020

### Książki dla dzieci
- Burze kuchenne i bestie bezsenne (ilustracje: Maciej Łazowski), Wydawnictwo Tadam, 2017
- Miasto Złotej (ilustracje: Magda Rucińska), Wydawnictwo Tadam, 2018

### Publikacje albumowe
- Zostawiając powidok wibrującej czerni, timof i cisi wspólnicy, 2008
- Zapętlenie, timof i cisi wspólnicy, 2014
- Podgląd (scenariusz: Daniel Chmielewski, rysunek: Marcin Podolec), Kultura Gniewu, 2014
- Czarne fale. Jak radzić sobie z depresją. Poradnik dla młodzieży (scenariusz: Katarzyna Szaulińska, rysunek: Daniel Chmielewski), Fundacja III Kliniki Psychiatrii „Syntonia”, 2015
- Ja, Nina Szubur (na podstawie powieści Olgi Tokarczuk, Anna In w grobowcach świata), Wydawnictwo Komiksowe, 2018
- W głowie tłumaczy (scenariusz: Tomasz Pindel, rysunek: Jacek Świdziński, Daniel Chmielewski, Robert Sienicki, Berenika Kołomycka, Fanny Vaucher), Instytut Kultury Miejskiej / Kultura Gniewu, 2019
- Antygona (tekst dramatu: Sofokles, tłumaczenie: Kazimierz Morawski), Instytut Teatralny im. Zbigniewa Raszewskiego, 2023
- Przerysowani - Komiksowe opowieści o narkotykach (redakcja: Michał Siromski, tekst i rysunek rozdziału pt. Kacper: Daniel Chmielewski), Stowarzyszenie Gildia Superbohaterów, 2023

### Wydania zagraniczne
- Voyeurs (scenariusz: Daniel Chmielewski, rysunek: Marcin Podolec), La Boîte à Bulles, 2015
- Antigona (tekst dramatu: Sofokles, tłumaczenie: L'ubomir Feldek), Divadelný ústav, 2023
- Antigona (tekst dramatu: Sofokles, tłumaczenie: Kajetan Gantar), Slovenski gledališki inštitut, 2023
- Im Kopf der Übersetzerin oder Wie Menschen übersetzen (scenariusz: Tomasz Pindel, rysunek: Jacek Świdziński, Daniel Chmielewski, Robert Sienicki, Berenika Kołomycka, Fanny Vaucher), VdÜ(inne języki), 2024[6]

### Krótkie formy
- Bez tytułu, Kwartalnik Kultury Komiksowej Ziniol, nr. 2, 2008
- Zakład (scenariusz: Paweł Timofiejuk), Kwartalniku Kultury Komiksowej Ziniol, nr. 4, 2009
- Kwadrans mesjanistyczny, magazyn Kolektyw nr. 4, 2009
- 01010011 01101101 01101001 01110100 01101000 wraz z Bartoszem Szymkiewiczem, magazyn Kolektyw nr. 5, 2009
- Przysposobienie ojcowskie, Komiksowe Becikowe, 2010
- Koneser (scenariusz: Grzegorz Janusz), Komiksowy przewodnik po Warszawie, 2010
- Opening scene (for a horror film) wraz z Olgą Wróbel, zin Biceps nr. 2, 2011
- Zaliczyć zgon, zin Hura, 2011
- Aptekara, Wielki atlas ciot polskich, Ha!art, 2012
- Zanim wszystko naprawdę się zacznie, adaptacja wiersza Mariusza Grzebalskiego, www.komiksydc.blogspot.com, 2013[7]
- Austalgia, mała kultura współczesna, 2013[8]
- Młodzi do łodzi (rysunek: Chmielewski, tekst dostarczony przez redakcję), Architektura Murator nr. 236, 2014[9]
- Mentalne peregrynacje Józefa Cha, www.pubpodpicadorem.blogspot.com, 2014
- Dochodząc do siebie, mała kultura współczesna, 2014[10]
- wzniecić/spłonąć, mała kultura współczesna, 2014[11]
- Bez mapy do celu, Psychiatra nr. 7, 2014[12]
- Echtzeit, Strapazin nr. 119, 2015[13][14]
- Topografia uwagi wraz z Zuzanną Kłyszejko, mała kultura współczesna, 2015[15]
- Contra entropiae wraz z Janem Mazurem, Katalog wystawy pokonkursowej MFKiG 2015[16]
- Żelazne Waginy. Numer zero wraz z Michałem Walczakiem, Burdel Comix, 2016[17]
- Dlaczego pan B. oszalał wraz z Henrykiem Glazą, www.komiksydc.blogspot.com, 2018[18]
- Ostatnia powieść Jamesa Joyce’a (scenariusz: Peter Milligan), Kwartalnik Kultury Komiksowej Ziniol, nr. 53, 2018
- Bramy raju (adaptacja powieści Jerzego Andrzejewskiego), Książki. Magazyn do czytania, nr. 32, 2018
- Kacper (darmowy komiks promujący album Przerysowani - Komiksowe opowieści o narkotykach), Stowarzyszenie Gildia Superbohaterów, 2023
- Meltdown Scooterboya, Relax #43, Wydawnictwo Labrum, 2023
- A change of Gift (parzyste strony, nieparzyste wykonanał izraelski twórca, Stav Assis), Fundacja Instytut Kultury Popularnej i Biblioteka Uniwersytecka w Poznaniu, 2024[19]
- Sesten. I. Konflikty interesów, Relax #43, Wydawnictwo Labrum, 2024
- Sesten. II. Procedury i rytuały, Relax #43, Wydawnictwo Labrum, 2024

### Serie internetowe
- A beautiful shambles (rok rozpoczęcia serii: 2012 r, do 2014 roku powstało 14 odcinków)[20]
- Pół prawdy / Pół fikcji (rok rozpoczęcia serii: 2012 r, do 2014 roku powstało 7 odcinków)[21]
- Ugly comics (rok rozpoczęcia serii: 2019 r)[22]

## Nagrody
- 2009 – Animowany zwiastun serialu 39 i pół, do którego Chmielewski wykonał komiksowe kadry został wyróżniony w konkursie Promax/BDA Promotion & Marketing World Gold w Los Angeles w kategorii Something for nothing. Reżyserem zwiastuna był Robert Krawczyk, a animatorem Rafał Paruszewski[23].
- 2015 – Pierwsza nagroda za komiks Rycerz w lśniącej zbroi na konkursie na komiks o Cydrze Lubelskim podczas festiwalu Złote Kurczaki w 2014[24].
- 2015 – Nagroda Polskiego Stowarzyszenia Komiksowego w kategorii Najlepszy scenarzysta za rok 2014[25].
- 2015 – Wyróżnienie dla komiksu Contra entropiae w konkursie na krótką formę komiksową zorganizowanym w ramach Międzynarodowego Festiwalu Komiksu i Gier w Łodzi[26].
- 2019 – Nagroda Polskiego Stowarzyszenia Komiksowego w kategorii Najlepszy rysownik za rok 2018[27].

## Wystawy
- 2012 – Momenty były (wystawa zbiorowa), Galeria Grafiki i Plakatu, Warszawa[28]
- 2013 – Ogrody Babilonu (wystawa parakomiksu wykonanego z Olgą Wróbel podczas wydarzenia artALTANA), UFA, Warszawa[29]
- 2015 – Trakcje, Centrum Kultury Zamek, Wrocław[30]
- 2015 – Comics aus Polen (wystawa zbiorowa), Strapazin Büro, Monachium[31]
- 2016 – Magma. La Bande Dessinée Polonaise contemporaine (wystawa zbiorowa), Lieu d’Europe, Strasburg[32]
- 2017 – Pusty obszar, Przystanek Kultura, Piaseczno[33]
- 2017 – Komiks ponad granicami / Komiks nad hranicemi (wystawa zbiorowa), Park Wielokulturowy Stara Kopalnia, Wałbrzych[34]
- 2018 – Ja, Nina Szubur - wystawa oryginalnych plansz z komiksu, Galeria Mozaika, Nowa Ruda[35]
- 2018 – Szkielet. Mięso - wystawa oryginalnych plansz komiksowych, Miejska Biblioteka Publiczna w Opolu[36]
- 2019 – Literatura w kadrach, Centrum Kultury Wilanów, Warszawa[37]
- 2022 – La bande dessinée polonaise au Festival d'Angoulême (wystawa zbiorowa), Angoulême[38]